# Éthique descriptive
 (mars 2009).
Si vous disposez d'ouvrages ou d'articles de référence ou si vous connaissez des sites web de qualité traitant du thème abordé ici, merci de compléter l'article en donnant les références utiles à sa vérifiabilité et en les liant à la section « Notes et références ».
L´éthique descriptive ou comparative est une approche qui consiste à décrire et comparer les différents codes moraux d'une société ou d'un groupe. Elle se distingue de l'éthique prescriptive ou normative d'une part, et d'autre part de la méta-éthique, qui englobe les réflexions philosophiques sur ce que signifient les termes et théories éthiques.

## L'éthique descriptive et la philosophie
Certains philosophes comme Ludwig Josef Johann Wittgenstein se fient à l'éthique descriptive, aux choix effectués par une société ou une culture et qui n'auraient pas été mis en doute, pour décliner des catégories, qui varient typiquement selon les contextes, dans l'entreprise ou un organisme quelconque.
Ceci conduit à une éthique de situation. Ces philosophes [Qui ?] mettent souvent en avant l'esthétique, l'étiquette, et l'arbitrage comme étant les principales contingences, s'infiltrant de bas en haut, plutôt que d'établir explicitement des théories de la valeur ou de la conduite. Dans ces points de vue, l'éthique ne dérive pas a priori d'une « philosophie » (beaucoup rejetteraient cette expression) de haut en bas, mais dérive plutôt strictement d'observations de choix réels effectués dans la pratique :
- Des codes éthiques sont appliqués par différents groupes. Certains [Qui ?] considèrent l'esthétique elle-même comme le fondement de l'éthique ; et une opinion morale personnelle développée à travers l'art de conter comme très influente dans les choix éthiques de chacun.

- Les théories informelles de l'étiquette tendent à être moins rigoureuses et plus "situationnelles". Certains considèrent l'étiquette comme une éthique simplement négative, i.e. comment s'échapper d'une vérité inconfortable sans se tromper ? Un défenseur notable de ce point de vue est Judith Martin (« Miss Manners »). Dans ce point de vue, l'éthique est plutôt un résumé de décisions sociales de bon sens commun.

- Les pratiques en arbitrage et en droit, par exemple la revendication de Rushworth Kidder que l'éthique elle-même est une question d'équilibre "correct versus correct", i.e. mettant des priorités sur deux choses qui sont toutes deux correctes, mais qui doivent être exploitées soigneusement dans chaque situation. Beaucoup de gens considèrent que ce point de vue a le potentiel de réformer pratiquement l'éthique, mais ce n'est pas retenu aussi largement que l'esthétique ou le sens commun indiqués ci-dessus.

- Les choix faits par les gens ordinaires que l'on observe, sans l'aide ou l'avis d'experts, qui votent, achètent et décident des raisons pour lesquelles il est valable de se battre. Ceci est une préoccupation majeure de la sociologie, de la politique et de l'économie.

Ceux qui adoptent de telles approches descriptives tendent à rejeter manifestement les approches normatives. Il y a des exceptions, telles que le mouvement pour plus d'achats équitables.